# 14960 Юл
14960 Юл (14960 Yule) — астероїд головного поясу, відкритий 21 травня 1996 року.
Тіссеранів параметр щодо Юпітера — 3,428.